# Piero
Piero de Benedictis, dit Piero, (né le 19 avril 1945 á Gallipoli, Apulia, Italie) est un auteur-compositeur-interprète argentin.

## Biographie
Il est arrivé en Argentine avec sa famille à l'âge de trois ans, et a vécu à Banfield. Sa famille s'est ensuite installée au sud du pays (Valle del Rio Negro) où Piero suivit l'école primaire et découvrit la musique.
Il entre au séminaire et envisage une carrière de prêtre à Viedma, avant d'abandonner cette option à 18 ans pour se tourner vers la musique et des études de médecine.
Au début des années 1960, il s'installe à Buenos Aires, enregistre quelques maquettes qu'il propose à un producteur de télévision. Il débute ainsi sa carrière de chanteur le 6 janvier 1964, dans le programme télévisé Remates Musicales.
En 1969, il rencontre José Tcherkaski, avec qui il composera bon nombre de ses chansons sous la signature Piero-José.
Il connait un grand succès dans les années 1970, avec des chansons très connues et devenues des classiques, telles que  Si vos te vas, Llegando, llegaste, Juan Boliche, Mi viejo, Para el pueblo lo que es del pueblo, Ojala, No te vayas por favor, qui mettent en évidence son grand talent de mélodiste et l'originalité de son inspiration.
Ses compositions s'orientent souvent vers la cancion protesta (pour des titres tels que Que se vayan ellos, Milonga de lo peor, etc.)
Par suite de l'arrivée des militaires au pouvoir en Argentine au début de 1976, il s'exile en Italie, au Panama puis en Espagne. Il interrompt alors sa carrière de compositeur et achète un terrain qu'il apprend à cultiver selon les principes de l'agriculture biologique.
Il fait aussi la connaissance des musiciens David Gilmour et Peter Gabriel.
Il est de retour en Argentine en 1981, et parallèlement à sa carrière musicale, crée la Fundación Buenas Ondas, qui existe aujourd'hui sous la forme de plus de 600 centres d'activités et d'aides gratuites à l'éducation des jeunes par l'agriculture biologique. Certains de ces centres sont implantés en Colombie.
Certaines de ses chansons (en particulier Soy pan, soy paz, soy más) ont été interprétées et enregistrées par la grande interprète argentine Mercedes Sosa
Il a aussi interprété des chansons du folklore sud-américain dans un disque intitulé Folklore a mi manera, et a composé plusieurs titres pour les enfants (El trencito del Oeste, La creacion, etc.).
Il a chanté dans de nombreux pays d'Amérique latine, et a participé, avec d'autres artistes, à de nombreux concerts. Ainsi, il a récemment donné un grand concert en Colombie avec Pablo Milanés, artiste cubain bien connu.
Après plusieurs années d'absence dans la chanson, il est revenu sur la scène en 2001 avec un disque nommé Canciones blindadas, qui est un résumé de 30 années de carrière.
Il a récemment obtenu la nationalité colombienne. Son fils est le musicien et acteur Juan De Benedictis.

## Discographie
- Mi viejo - 1969
- Pedro nadie - 1970
- Coplas de mi país - 1972
- Para el pueblo lo que es del pueblo - 1973
- Sinfonía inconclusa en el mar - 1973
- Folklore a mi manera - 1974
- Y mi gente donde va - 1976
- Calor humano - 1981
- Recuerdos - 1981
- Canto de la ternura - 1982
- Un hombre común - 1983
- Que generosa sos mi tierra - 1984
- El regalao - 1985
- Las galaxias nos miran - 1986
- Gaviota - 1986
- 20 años - 1987
- Triptico 1 - Coleccion de oro 1988
- A pesar de los pesares - 1989
- Triptico 2 - Coleccion de oro 1989
- Un cachuso rantifuso - 1989
- Te quiero contar - 1993
- Indra devi y piero - 1993
- Piero y pablo - 1997
- 30 años de canciones blindadas - 2001
- Para vos y yo mi viejo - 2002